# Dear Evan Hansen
Dear Evan Hansen é um musical original escrito pela dupla de compositores Benj Pasek & Justin Paul, com libreto de Steven Levenson e direção de Michael Greif. O musical estreou na Broadway no Music Box Theatre em dezembro de 2016, após sua estreia mundial no Arena Stage em Washington, DC em julho de 2015 e uma produção Off-Broadway em março-maio de 2016.
O personagem-título, Evan Hansen, é um aluno do ensino médio com um transtorno de ansiedade social que se encontra em meio à turbulência que segue a morte de um colega.
O musical tem recebido aclamação da crítica, particularmente o desempenho do líder Ben Platt, a letra, e o libreto. No 71º Tony Awards, ele foi indicado a nove prêmios incluindo Melhor Musical, Melhor Trilha Sonora, Melhor Libreto de um Musical e Melhor Ator em um Musical para Platt.

## Papéis e Elencos Principais

### Elencos
| Personagem     | 1ª Leitura (Maio 2014)  | 2ª Leitura (Julho 2014) | 3ª Leitura (Setembro 2014) | Workshop (Março 2015)   | Arena Stage (Julho 2015) | Second Stage Theatre (2016) | Broadway (2016 - 2017)  | Broadway (2017 - 2018)  | Broadway (2018)         | Broadway (2019)         | Broadway (2020)    | Primeira Tour EUA (Outubro 2018) | Canadá (2019)         |
| -------------- | ----------------------- | ----------------------- | -------------------------- | ----------------------- | ------------------------ | --------------------------- | ----------------------- | ----------------------- | ----------------------- | ----------------------- | ------------------ | -------------------------------- | --------------------- |
| Evan Hansen    | Ben Platt               | Ben Platt               | Ben Platt                  | Ben Platt               | Ben Platt                | Ben Platt                   | Ben Platt               | Noah Galvin             | Taylor Trensch          | Andrew Barth Feldman    | Jordan Fisher      | Ben Levi Ross                    | Robert Markus         |
| Heidi Hansen   | Rachel Bay Jones        | Rachel Bay Jones        | Rachel Bay Jones           | Rachel Bay Jones        | Rachel Bay Jones         | Rachel Bay Jones            | Rachel Bay Jones        | Rachel Bay Jones        | Lisa Brescia            | Lisa Brescia            | Jessica Phillips   | Jessica Phillips                 | Jessica Sherman       |
| Zoe Murphy     | Barrett Wilbert Weed    | Barrett Wilbert Weed    | Laura Dreyfuss             | Laura Dreyfuss          | Laura Dreyfuss           | Laura Dreyfuss              | Laura Dreyfuss          | Laura Dreyfuss          | Mallory Bechtel         | Gabrielle Carrubba      | Gabrielle Carrubba | Maggie McKenna                   | Stephanie La Rochelle |
| Connor Murphy  | Will Pullen             | Mike Faist              | Mike Faist                 | Mike Faist              | Mike Faist               | Mike Faist                  | Mike Faist              | Mike Faist              | Alex Boniello           | Alex Boniello           | David Jeffery      | Marrick Smith                    | Sean Patrick Dolan    |
| Cynthia Murphy | Jennifer Laura Thompson | Jennifer Laura Thompson | Jennifer Laura Thompson    | Jennifer Laura Thompson | Jennifer Laura Thompson  | Jennifer Laura Thompson     | Jennifer Laura Thompson | Jennifer Laura Thompson | Jennifer Laura Thompson | Jennifer Laura Thompson | Christiane Noll    | Christiane Noll                  | Claire Rankin         |
| Larry Murphy   | Michael Park            | Michael Park            | Michael Park               | Michael Park            | Michael Park             | John Dossett                | Michael Park            | Michael Park            | Michael Park            | Michael Park            | Ivan Hernandez     | Aaron Lazar                      | Evan Buliung          |
| Jared Kleinman | Alex Wyse               | Will Roland             | Will Roland                | Will Roland             | Will Roland              | Will Roland                 | Will Roland             | Will Roland             | Sky Lakota-Lynch        | Sky Lakota-Lynch        | Jared Goldsmith    | Jared Goldsmith                  | Alessandro Costantini |
| Alana Beck     | Erin Wilhelmi           | Emily Walton            | Emily Skeggs               | Alexis Molnar           | Alexis Molnar            | Kristolyn Lloyd             | Kristolyn Lloyd         | Kristolyn Lloyd         | Phoenix Best            | Samantha Williams       | Phoebe Koyabe      | Phoebe Koyabe                    | Shakura Dickson       |

### Ato 1
Evan Hansen é um adolescente com ansiedade social. Seu terapeuta, Dr. Sherman, recomenda que ele escreva cartas detalhando o que acontecerá de bom a cada dia. Sua mãe, Heidi, sugere que ele peça às pessoas que assinem o gesso em seu braço para fazer amigos.
A rica família Murphy é composta pelos pais, Cynthia e Larry, e seus filhos Zoe e Connor. Cynthia luta com o fato de que sua família está desmoronando, e as duas mães se perguntam como se conectar com seus filhos ("Anybody have a map?").
Na escola, Evan conhece Alana, uma colega precoce e um tanto egoísta, e Jared, seu único amigo da família. Alana e Jared notam seu braço quebrado, mas nenhum deles assina seu gesso. Evan, então, encontra Connor, que acha que o constrangimento de Evan sinifica que ele está tirando sarro dele, resultando um empurrão que leva Evan para o chão. A irmã de Connor, Zoe, por quem Evan é apaixonado, sente-se obrigada a se desculpar pelo comportamento de seu irmão. Evan se pergunta se esse é o seu destino: ser ignorado pelo resto da vida ("Waving through a window").
Evan escreve uma carta para si mesmo, imaginando se alguém notaria se ele não estivesse lá. Toda a sua esperança está focada em Zoe, já que sua paixão por ela é a única coisa que lhe traz felicidade ("Waving through a window (Reprise # 1)"). Ele encontra Connor novamente, que agora se oferece para assinar o gesso de Evan. Connor encontra a carta de Evan na impressora e a lê; ele fica furioso com a menção de Zoe, pensando que Evan pretendia que ele visse a carta para tirar sarro dele. Ele sai correndo, levando a carta com ele.
Evan está em intenso estado de ansiedade com o que Connor poderia ter feito com a carta e diz a Jared on-line sobre sua tarefa de escrever cartas para si mesmo ("Waving through a window (Reprise # 2)"). Evan é chamado ao escritório do diretor e é informado pelos pais de Connor que Connor morreu por suicídio dias antes, com a carta de Evan encontrada no bolso, que eles acreditam ser uma nota de suicídio endereçada a ele.
Evan vai jantar na casa de Connor. Jared o instruiu a "acenar e confirmar" para evitar piorar as coisas, mas Evan é constrangido e fica desconfortável, então ele mente, fingindo que ele e Connor foram melhores amigos, enviando um e-mail a partir de uma conta secreta. Evan começa a recontar uma versão fictícia do dia em que quebrou o braço em um pomar de maçãs abandonado que os Murphys haviam visitado ("For Forever"). Quando Evan chega em casa, Heidi menciona ouvir sobre a morte de Connor, mas Evan diz a ela para não se preocupar e que ele não conhecia Connor. Depois de perceber que ele precisa de evidências de sua suposta "conta de email secreta", Evan pede a ajuda de Jared na criação de conversas falsas e antigas por email entre ele e Connor ("Sincerely, Me").
Depois que Evan mostra os "e-mails" de Connor, a Cynthia está em êxtase por seu filho ter um amigo, mas Larry fica magoado por Connor não ter valorizado sua família e sua vida privilegiada. Cynthia tenta mostrar os emails a Zoe, mas elas discutem novamente. Zoe ainda se recusa a lamentar Connor ("Requiem"). Apesar disso, depois de ler a "nota de suicídio", Zoe percebe que ela é mencionada e pergunta a Evan por que Connor diria isso sobre ela. Evan, incapaz de dizer a verdade, conta todas as razões pelas quais ele a ama, disfarçada por Connor dizendo ("If I could tell her"). Superado pela emoção, ele beija impulsivamente Zoe, mas ela se afasta e diz para ele sair.
Na escola, Evan e Alana percebem que as pessoas estão começando a esquecer Connor, então Evan pede a ajuda de Alana e Jared na fundação de "The Connor Project" para manter viva a memória de Connor. Os três lançam a ideia aos Murphys, que concordam em apoiar o projeto ("Desappear"). Movido por sua dedicação, Cynthia dá a Evan uma gravata que ela havia comprado para Connor que ele nunca usara e pede a Evan para usá-la quando ele fala no serviço memorial de Connor. No lançamento oficial do The Connor Project, Evan faz um discurso inspirador sobre sua solidão e amizade com Connor, que se torna viral. Zoe, superada pelo impacto que seu irmão e Evan tiveram, o beija ("You will be found").

### Ato 2
Evan e Alana lançam uma ideia de arrecadação de fundos no site do Projeto Connor, para arrecadar US $ 50.000 para reabrir o pomar de maçãs abandonado onde Evan e Connor supostamente passaram algum tempo. No entanto, Evan se preocupa com seu novo relacionamento com Zoe e sua nova família nos Murphys, e começa a negligenciar sua mãe, Jared, e The Connor Project ("Sincerely, Me (Reprise)").
Heidi pergunta a Evan por que ele não contou a ela sobre o Projeto Connor ou sobre sua amizade com Connor. Ele responde com raiva que não tinha tempo porque ela nunca está por perto. Superado pela emoção, ele corre para os Murphys, onde Evan conversa com Larry e conta a ele sobre sua infância. Larry oferece a ele uma velha luva de beisebol não usada de Connor ("To Break in a Glove"). Mais tarde, quando Evan menciona Connor, Zoe diz que ela não quer que o relacionamento deles seja sobre Connor, mas sobre os dois ("Only us").
Evan vai aos Murphys, apenas para descobrir que eles convidaram Heidi para jantar. Ela fica mortificada ao saber que eles querem dar o dinheiro da faculdade de Connor para Evan. Em casa, Heidi e Evan brigam por seu segredo e decepção, com Evan confessando que se sente bem-vindo e aceito na família Murphy por causa da ausência de Heidi. Enquanto isso, Alana começa a encontrar inconsistências nos e-mails falsos. Evan pede a Jared para ajudar a consertar as imprecisões, mas Jared se recusa e ameaça expor Evan, que responde que ele poderia expor o papel de Jared. Heidi, Alana e Jared convergem na consciência de Evan, compondo sua culpa e dúvida sobre suas decisões ("Good for you").
Evan decide que precisa confessar o que fez. Uma versão imaginária de Connor tenta convencê-lo disso, mas Evan grita que ele precisa que tudo acabe. Connor diz a ele que, se ele disser a verdade, tudo o que resta terá desaparecido, e a única coisa que restará será ele próprio ("For Forever (Reprise)"). Ele desaparece, deixando Evan sozinho.
Evan pede desculpas a Alana, mas ela desistiu da ajuda de Evan no The Connor Project, pois duvida da verdade de suas declarações de que ele era o melhor amigo de Connor. Evan mostra a ela a carta roubada para si mesmo, alegando que é a nota de suicídio de Connor. Percebendo que a carta é a chave para cumprir a meta de captação de recursos, Alana a publica on-line onde, para desgosto de Evan, ela se torna viral. Como resultado, muitas pessoas começam a acreditar que o suicídio de Connor foi por causa de seus pais ricos e indiferentes ("You will be found (reprise)").
Os Murphys se tornaram alvo de comentários odiosos, porque as pessoas acreditam que foram responsáveis pela morte de Connor. Evan, perturbado, entra nos Murphys se questionando por que Connor realmente se matou. Evan admite sua invenção, explicando que tinha esperanças de poder criar um vínculo genuíno com os Murphys. Quando Zoe e sua mãe partem, Larry se afasta de Evan com nojo. Sozinho mais uma vez, Evan absorve sua falaha percebida como inevitável ("Words Fail").
Heidi vê a carta on-line e sabe que essa foi uma das tarefas de terapia de Evan. Ela pede desculpas a Evan por não ver o quanto ele estava machucado, embora Evan negue sua culpa devido a sua decepção. Ele admite vagamente que sua queda da árvore foi uma tentativa de suicídio. Heidi lembra o dia em que seu pai se mudou e não sabia como ela iria criar Evan sozinha. No final, ela percebeu que não estava sozinha - ela tinha Evan e sabia que os dois poderiam sobreviver a qualquer coisa enquanto estivessem juntos. Chorando, Heidi promete que ela sempre estará lá quando ele precisar dela ("So Big / So Small").
Um ano depois, Evan ainda está morando em casa e trabalhando no Pottery Barn para ganhar dinheiro suficiente para cursar a faculdade no próximo semestre. Ele entra em contato com Zoe, que ele não vê desde que ela descobriu a verdade, e pede que ela o encontre. Ela insiste que eles se encontrem no pomar que foi reaberto em memória de Connor. Ele pede desculpas pela dor que causou ao manipular sua família e agradece a ela e a seus pais por manterem seu segredo. Ela o perdoa, dizendo que a provação aproximou sua família porque "todo mundo precisava disso para alguma coisa". Evan pergunta a ela por que ela queria se encontrar no pomar, e ela responde que queria ter certeza de que ele viu, e os dois compartilham um momento antes de se separarem. Evan mentalmente se escreve uma última carta refletindo sobre o impacto que teve em sua comunidade e finalmente se aceita ("Finale").

## Números Musicais
| Ato I - "Anybody Have a Map?" – Heidi, Cynthia - "Waving Through a Window" – Evan - "For Forever" – Evan - "Sincerely, Me" – Connor, Evan, Jared - "Requiem" – Zoe, Cynthia, Larry - "If I Could Tell Her" – Evan, Zoe - "Disappear" – Connor, Evan, Alana, Jared, Larry, Cynthia, Zoe - "You Will Be Found" – Company | Ato II - "Sincerely, Me" (Reprise)** – Connor, Jared - "To Break In A Glove" – Larry, Evan - "Only Us" – Zoe, Evan - "Good For You" – Heidi, Alana, Jared, Evan, Connor - "You Will Be Found" (Reprise)** – Company - "Words Fail" – Evan - "So Big/So Small" – Heidi - "Finale" – Company |

### Gravação
O álbum do Elenco Original da Broadway foi lançado à meia-noite de 3 de Fevereiro de 2017. O álbum do elenco se tornou disponível em CD em 24 de fevereiro de 2017.
Em 2 de Novembro de 2018 foi lançada a versão Deluxe do álbum, contendo 6 músicas exclusivas: "Obvious", "Hiding In Your Hands", "Part of Me", "In The Bedroom Down The Hall", "Disappear - Acoustic", "Waving Through a Window (Katy Perry)".